# Alapképzés
Az alapképzés (Bachelor of Science, röviden: BSc) egy, a világ számos országában ismert, az angolszász országokban hagyományosnak számító főiskolai szintű diploma, illetve a hozzá tartozó oktatási forma elnevezése. A megszerezhető diplomát alapdiplomának vagy BSc-diplomának is nevezik.
Magyarországon és számos más európai országban ez a diploma- és oktatástípust a bolognai folyamat keretében vezették be a korábbi ún. osztatlan képzés alapképzésre és mesterképzésre való osztásával. A kialakult rendszer céljául tűzték ki, hogy Európán belül közös elveken alapuló felsőoktatási rendszert hozzanak létre. Így a tanulók azonos vagy hasonló szakterületen belül könnyen, különbözeti vizsgák nélkül, az alapdiploma birtokában folytathatják más, bolognai rendszerben működő bel- vagy külföldi egyetemeken magasabb szinten tanulmányaikat. A BSc-diploma további előnyének tartják az egységes munkaerőpiacra való könnyebb belépést is.

## A BSc szerepe a képzés rendszerében
A bolognai rendszerben az a lépcsőfok képezi a többciklusú képzés első fázisát. A hallgatók – szakterülettől függően hat vagy hét félévig – alapképzésre járnak, melynek végén egy alapdiplomát, úgynevezett bachelor (BSc, BA stb.) fokozatot szereznek. Egyes szakterületeken ez az alapdiploma már elegendő képesítési feltétel bizonyos munkakörök betöltésére. Azokon a szakterületeken (pl. oktatásban), ahol az alapdiploma nem jogosít munkakör betöltésére, az alapdiploma az oktatási folyamat (pl. gyermeknevelés vagy más okból történő) hosszabb megszakítására is lehetőséget ad az elvégzett képzési fokozat elévülésének veszélye nélkül. Mindemellett az alapdiploma legfontosabb tulajdonsága a továbbtanulási lehetőségek szélesebbre tárása, azaz az (MSc) fokozatot adó mesterképzésre való jelentkezés biztosítása.

## BSc diplomához kapcsolódóan Magyarországon általánosan elvárt készségek és kompetenciák
A felsőfokú alap fokozatot olyan hallgatók kaphatják, akik:
A képzés során az ismereteket illetően bizonyították, hogy:
- a képzési területükhöz tartozó ismeretrendszereket elsajátították és olyan ismereteket szereztek, melyek alapján az adott és más képzési területen folyó mesterképzésbe léphetnek;
- a választott képzési ág összefüggésein kívül eső alapfogalmak és alapelvek önálló elsajátítására és alkalmazására is képesek, beleértve ezeknek az elveknek egy adott munkakörben való felhasználását is;
- ismerik a tanulmányi területre érvényes ismeretszerzés módjait, a legfontosabb ismeretszerzési forrásokat;
- képesek eldönteni, hogy egy adott problémát milyen megközelítésekben lehet megoldani, és az adott esetben milyen mértékben alkalmasak ezek a megközelítések a probléma sikeres megoldására;
- ismerik saját tudásuk határait, és azt, hogy ezek a korlátok hogyan befolyásolják elemzéseiket és magyarázataikat;

Ismereteik alkalmazását illetően alkalmasak:
- szakképzettségüknek megfelelő munkakör ellátására;
- információk kritikus elemzésére és feldolgozására, mindehhez kellően megalapozott technikák széles skáláját képesek felhasználni, és az elemzés során felmerülő problémákra különböző megoldásokat tudnak javasolni;
- idegen nyelven és az informatika legújabb eszközeivel is hatékonyan kommunikálni, és az információkat, érveket és elemzéseket szakmai és nem szakmabeli közönségnek különböző nézőpontok szerint bemutatni;
- a képzési ágon belül elsajátított problémamegoldó technikák hatékony alkalmazására;
- önálló továbbtanulással vagy szervezett továbbképzések segítségével meglevő készségeik fejlesztésére, és olyan új kompetenciákat elsajátítására, melyek segítségével alkalmassá válhatnak egy szervezeten belül felelősségteljes munkakör vállalására;
- a tanulást illetően képesek összefüggő szövegek; valamint vizuális jelekkel, tipográfiai eszközökkel, ikonokkal tagolt szövegek, táblázatok, adatsorok, „vizuális szövegek” (mozgó állóképek, térképek, diagramok stb.) megértésére, értelmezésére;
- saját tanulási folyamataiknak egy adott cél mentén történő hatékony megszervezésére;
- a legkülönbözőbb tanulási források felhasználására; c) a szakmai attitűdök és magatartás terén rendelkeznek
- olyan személyi tulajdonságokkal és más területekre is átvihető ismeretekkel, valamint együttműködési készséggel, melyek a személyi felelősséget és egyéni döntéshozatalt is megkövetelő munkakörökhöz szükségesek;
- minőségtudattal és sikerorientáltsággal;
- saját tevékenységük kritikus értékelésének képességével, valamint értékek kialakítására és megtartására törekvő céltudatos magatartással.